# Колядівка
Коля́дівка — село в Україні, у Новоайдарській селищній громаді Щастинського району Луганської області. Населення становить 905 осіб.
Розташоване на річці Євсуг, за 33 км від районного центру та за 30 км від залізничної станції Новий Айдар

## Історія
Колядівка виникла у 1708 році. за іншим джерелом у 1764 р.
У 1932–1933 роках Колядівка постраждала від Голодомору. Кількість встановлених жертв — 255 осіб. У книзі «Врятована пам′ять. Голодомор 1932-33 років на Луганщині: свідчення очевидців» містяться спогади місцевої мешканки Коваль Уляни Іванівни (1921 року народження), яка описує ті події так:

| «…Тридцять третій голодовку я знаю. Ми тоді в Колядівці жили. Яка я була?.. Я знаю, шо голодовка була страшна, і наші мати… У нас була соличка, так носили в конний завод соличку і міняли кінське мнясо: коняка чи здохла, чи заріжуть тамечка, і вони принесуть мнясця, і наші варили мати, і ми осталися живі, а нас п'ятеро було. Оце я знаю. А сусід… Діти я не знаю, де їхні ділися, а чоловік жінку зарізав і в печі жарив, а голову в колодізь укинув. Оце по-сусідськи в нас, оце я знаю, оце таке було…»[2] |
У 1974 р. на братській могилі встановлено меморіальні дошки з прізвищами загиблих жителів, а також споруджено пам'ятник воїнам — визволителям села від фашистів.

## Населення
За даними перепису 2001 року населення села становило 905 осіб, з них 92,27 % зазначили рідною українську мову, а 7,73 % — російську.

## Також
- Перелік населених пунктів, що постраждали від Голодомору 1932-1933, Луганська область